# A Ceremony of Carols
A Ceremony of Carols, op. 28 (Una cerimònia de nadales), és una composició de Benjamin Britten per a cor d'infants, veus solistes i arpa. Consisteix en onze moviments, els textos dels quals provenen d'un recull de poesia del segle xvi en anglès medieval, editat per Gerald Bullett amb el títol "The English Galaxy of Shorter Poems". Altres compositors se serviren posteriorment d'alguns d'aquests textos, particularment "Adam lay ybounden" o "Deo Gracias" de Boris Ord.
El text, estructurat en onze moviments, és pres de The English Galaxy of Shorter Poems, editada per Gerald Bullett. És principalment en anglès mitjà, amb una mica d'anglès llatí i anglès modern en el seu inici. Va ser compost el 1942 en el viatge marítim de Britten des dels Estats Units a Anglaterra.
Britten va compondre la música al mateix temps que l'himne a Santa Cecilia i d'estil similar. Originalment concebut com una sèrie de cançons nadalenques no relacionades, les va unificar posteriorment en una sola peça amb el cant processal i recessiu en l'uníson basat en l'antífon gregorià "Hodie Christus natus est". Un solo d'arpa basat en el cant, juntament amb alguns altres motius de "Wolcum Yole", també serveix per a unificar la composició. A més, els moviments "This Little Babe" i "Deo Gràcies" tenen el cor que reflecteix els efectes de resistència en emprar un cànon en el primer stretto.
La publicació original de 1942 va ser escrita per al cor infantil SSA (soprano, soprano, contralt). El 1943, es va publicar un arranjament SATB (soprano, alto (contralt), tenor, baix) per a un cor mixt. Molts dels moviments s'escriuen com a rondes o peces de crida i resposta, líricament simples pel bé dels nens que actuen. Hi ha tres parts divisi en les parts tenor i baix. Cadascuna d'aquestes línies individualment reflecteix una línia en les parts soprano o contralt, com si les seccions tenor i baix fossin un cor d'homes cantant la composició original de la SSA amb un cor de SSA.

## Moviments
1.Procession
2. Wolcum Yole!
3. There is no Rose
4a. That yonge child
4b. Balulalow
5. As dew in Aprille
6. This little Babe
7. Interlude (solo d'arpa)
8. In Freezing Winter Night
9. Spring Carol
10. Deo Gracias
11. Recession